# Severiano de Almeida
Severiano de Almeida är en kommun i Brasilien.   Den ligger i delstaten Rio Grande do Sul, i den södra delen av landet, 1 400 km söder om huvudstaden Brasília. Antalet invånare är 3 842.
I omgivningarna runt Severiano de Almeida växer huvudsakligen savannskog. Runt Severiano de Almeida är det ganska glesbefolkat, med 24 invånare per kvadratkilometer.